# Jazz danese

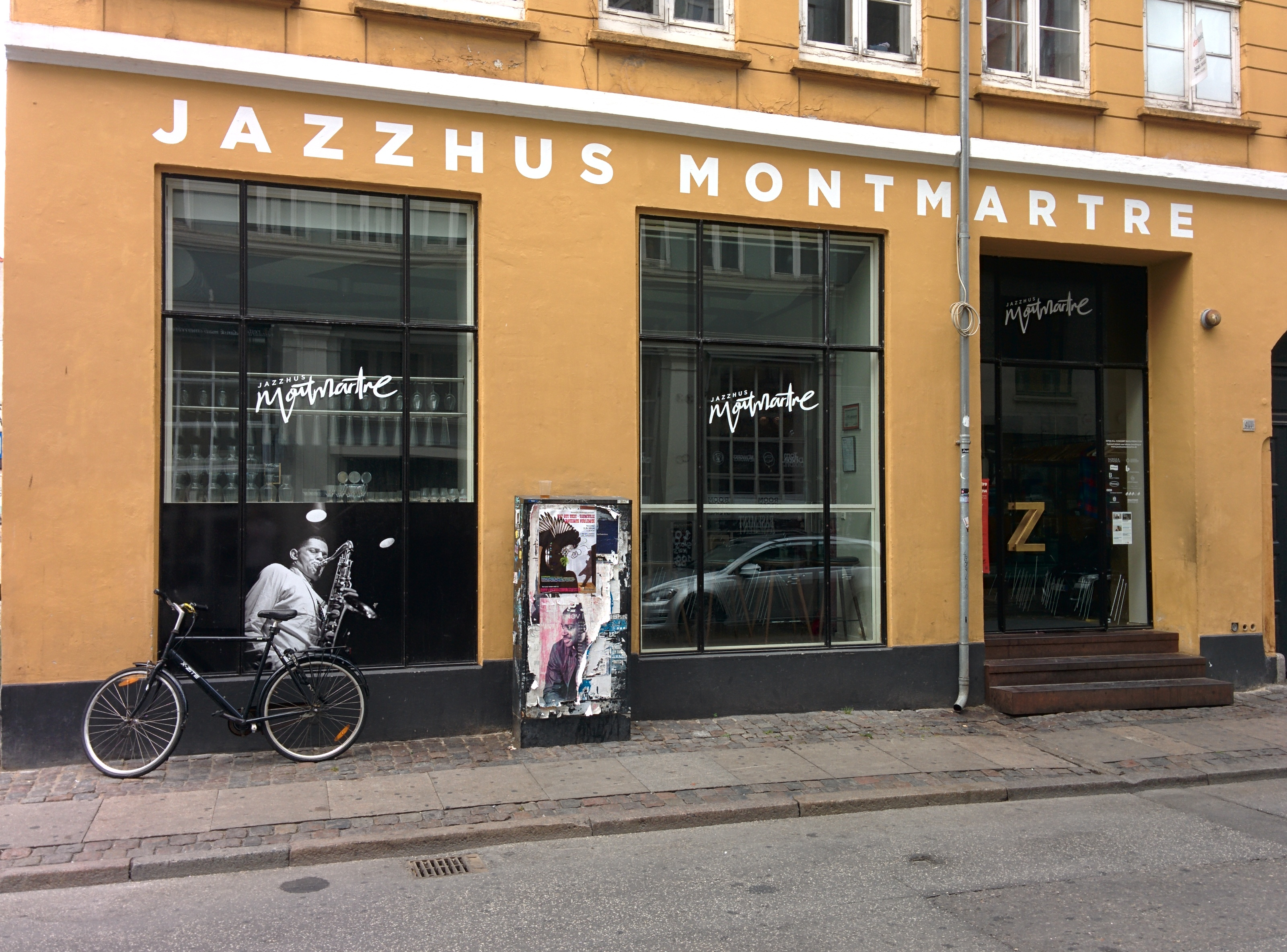
Jazzhus Montmartre a Copenhagen

Il jazz danese risale al 1923, quando Valdemar Eiberg formò un'orchestra jazz e registrò quelli che sono considerati i primi dischi jazz danesi nell'agosto 1924 ("I’ve Got a Cross-Eyed Papa" e "In Bluebird Land"). Tuttavia, il jazz in Danimarca è tipicamente datato per la prima volta al 1925, quando il direttore Sam Wooding andò in tournée a Copenaghen con un'orchestra. Questa fu la prima volta che la maggior parte dei danesi aveva ascoltato musica jazz. Alcuni dei primi musicisti jazz danesi di spicco includono Erik Tuxen che formò una jazz band ed è stato in seguito nominato direttore d'orchestra dell'Orchestra Sinfonica Nazionale Danese; Bernhard Christensen, un compositore di musica classica che incorporò elementi jazz nei suoi pezzi, e Sven Mľller Kristensen, che fu il paroliere di molti dei brani di Bernhard Christensen e che scrisse un libro sulla teoria del jazz in danese.

## Storia

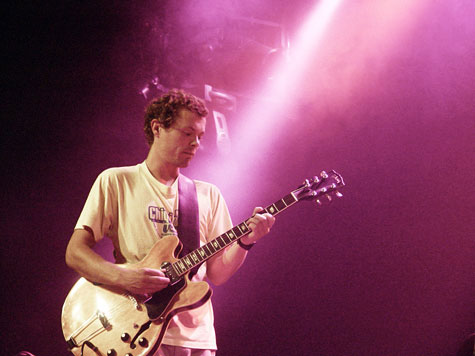
Jakob Bro

Negli anni '30, il jazz divenne molto popolare in Danimarca; le principali figure del periodo comprendono il pianista Leo Mathisen, il violinista Svend Asmussen, il trombonista Peter Rasmussen, il sassofonista Kai Ewans, il bassista Niels Foss e il pianista/vibrafonista Kjeld Bonfils. Molti di questi musicisti suonarono nella band di Valdemar Eiberg.

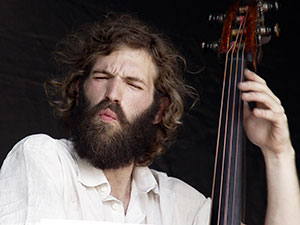
Jonas Westergaard

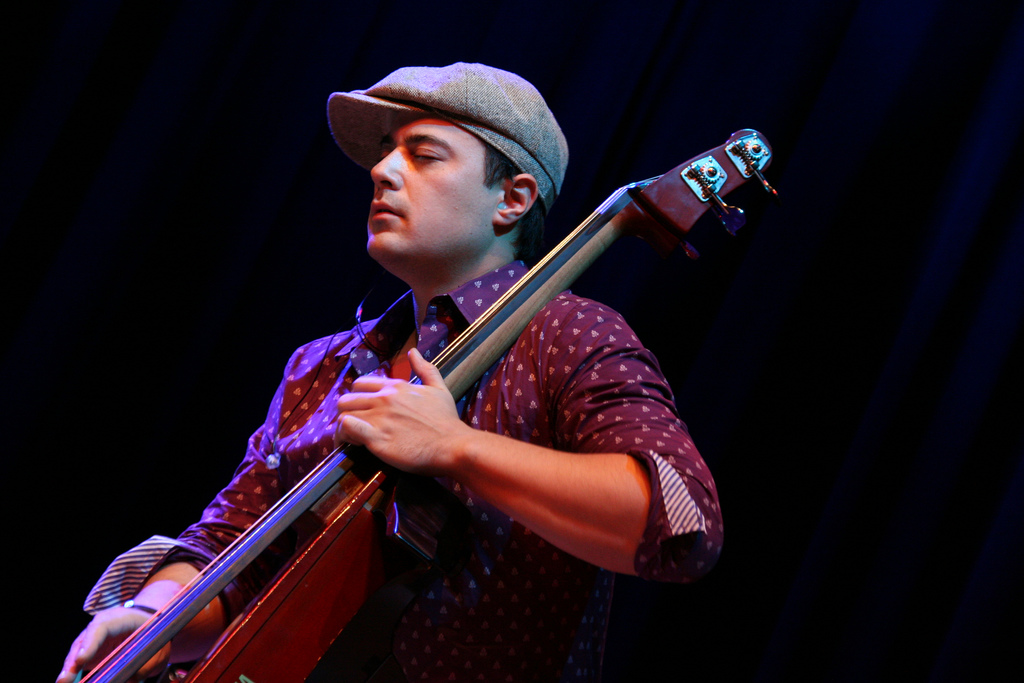
Chris Minh Doky (2008)

Il jazz divenne underground nel 1940 a causa dell'occupazione nazista della Danimarca quando il jazz fu scoraggiato dal regime. Tuttavia continuò ad essere eseguito e registrato, tanto più che i musicisti danesi iniziarono a riempire il vuoto creato dalla mancanza di musicisti stranieri in tournée nella zona. Musicisti come Eiberg, Bonfils e Asmussen, che suonarono insieme in una band, insieme a Uffe Baadh, Bruno Henriksen e Bertel Skjoldborg continuarono a fare musica jazz come forma di protesta politica. Molti cantanti, come Freddy Albeck, Ingelise Rune e Raquel Rastenni, ritennero necessario fuggire in Svezia negli ultimi anni dell'occupazione.
Dopo la seconda guerra mondiale, i musicisti jazz danesi iniziarono a dividersi in una guardia più anziana, che manteneva lo stile del jazz tradizionale di New Orleans, e nuovi musicisti che favorivano lo stile bebop di Charlie Parker e Dizzy Gillespie che stava emergendo in America. I primi erano rappresentati da musicisti come il pianista Adrian Bentzon, il trombonista Papa Bue e il trombettista Theis Jensen, mentre i secondi includevano il sassofonista Max Brüel, il bassista Erik Moseholm, il batterista Uffe Baadh e il trombettista Jørgen Ryg.

## Anni '60

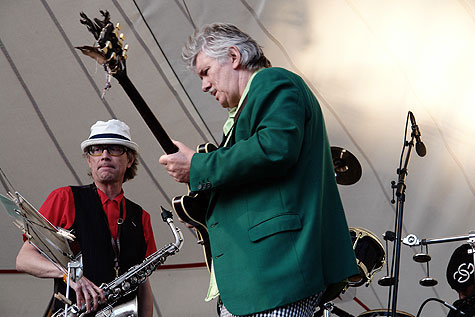
Pierre Dørge e TS Høeg, Copenhagen Jazz Festival

All'inizio degli anni '60, aprì a Copenaghen un club chiamato Jazzhus Montmartre, che era destinato a ricreare l'atmosfera dei jazz club di Parigi e New York. Divenne un luogo importante sia per i musicisti jazz danesi che americani. Molti jazzisti americani si trasferirono a Copenaghen dagli anni '50 quando Stan Getz e Oscar Pettiford si trasferirono lì. Furono seguiti da Dexter Gordon, Kenny Drew e Ben Webster negli anni '60 e Duke Jordan, Horace Parlan, Ed Thigpen, Bob Rockwell e Thad Jones, che divenne il bandleader della DR Big Band nel 1977, nei decenni successivi. Kenny Drew formò un trio con Alex Riel e Niels-Henning Ørsted Pedersen che divenne un punto fermo a Jazzhus Montmartre.

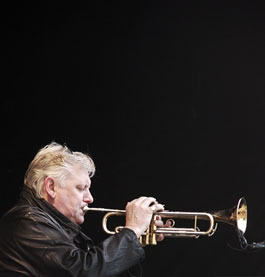
Palle Mikkelborg ad Aarhus

Negli anni '60, i musicisti danesi iniziarono ad esplorare il free jazz con il sassofonista John Tchicai come il più importante sostenitore. In parallelo, si sviluppò un'ala più mainstream, tra cui il sassofonista Jesper Thilo.
Quando la musica rock divenne più popolare negli anni '70, la popolarità del jazz diminuì, ma continua ad essere sostenuta in luoghi come il Copenhagen Jazzhouse e l'annuale Copenhagen Jazz Festival. L'organizzazione JazzDanmark, finanziata dal governo danese, lavora per promuovere il jazz in Danimarca e il jazz danese all'estero.

## Musicisti

### Musicisti jazz danesi
- Thomas Agergaard, sassofonista
- Jacob Anderskov, pianista, compositore, bandleader
- Svend Asmussen, violinista
- Søren Bebe, pianista
- Nikolaj Benson
- Thomas Blachman, batterista e compositore
- Jesper Bodilsen bassista
- Jakob Bro, chitarrista
- Jakob Høyer, batterista
- Papa Bue, trombonista e bandleader
- Christina von Bülow, sassofonista
- Anders Christensen bassista
- Thomas Clausen, pianista
- Carsten Dahl, pianista
- Christina Dahl, sassofonista
- Nils Bo Davidsen, bassista
- Jakob Dinesen, sassofonista
- Chris Minh Doky, bassista
- Niels Lan Doky, pianista
- Pierre Dørge, chitarrista, bandleader e compositore
- Jørgen Emborg, pianista e compositore
- Mikkel Ploug, chitarrista
- Jacob Fischer, chitarrista
- Lennart Ginman, bassista e compositore
- Ib Glindemann, bandleader
- Lasse Gustavsen, sassofonista
- Ole Kock Hansen, pianista
- Bent Jædig, sassofonista
- Jan Kaspersen, pianista, bandleader
- Benjamin Koppel, sassofonista
- Søren Kjærgaard, pianista, compositore, bandleader
- Morten Lund, batterista
- Jesper Lundgaard bassista
- Fredrik Lundin, sassofonista
- Marilyn Mazur, percussionista
- Leo Mathisen, pianista
- Palle Mikkelborg, trombettista e compositore
- Erik Moseholm, bassista, bandleader e compositore
- Nicolai Munch-Hansen, bassista
- Lars Møller, sassofonista
- Cæcilie Norby, cantante
- Kresten Osgood, batterista
- Thomas Ovesen
- Stefan Pasborg, batterista
- Niels-Henning Ørsted Pedersen, bassista
- Hugo Rasmussen, bassista
- Simon Spang-Hanssen, sassofonista
- Ole Sterndorff, banjoista
- Niels Jørgen Steen, pianista, bandleader e compositore
- Bo Stief bassista
- John Tchicai, sassofonista
- Jesper Thilo, sassofonista
- Simon Toldam, pianista, compositore, bandleader
- Kasper Tranberg, trombettista
- Hans Ulrik, sassofonista
- Mads Vinding, bassista
- Jonas Westergaard, bassista
- Jens Winther, trombettista, compositore, bandleader
- Jesper Zeuthen, sassofonista
- Katrine Madsen, cantante

### Bande
- DR Big Band
- Klüvers Big Band
- Papa Bue's Viking Jazz Band
- Ernie Wilkins Almost Big Band
- StoRMChaser
- Mames Babegenush

### American expatriates
- Stan Getz, sassofono (1958 – 1961)
- Oscar Pettiford, contrabbasso, violoncello (1958 – 1960)
- Kenny Drew, piano (1961 – 1993)
- Dexter Gordon, sassofono (1962 – 1976)
- Ben Webster, sassofono (1964 – 1973)
- Stuff Smith, violino (1965 – 1967)
- Richard B. Boone, trombone (1970 – 1999)
- Horace Parlan, piano (1972 – 2017)
- Ed Thigpen, batteria (1974 – 2010)
- Thad Jones, tromba (1978 – 1984)
- Duke Jordan, piano (1978 – 2006)
- Ernie Wilkins, sassofono (1979 – 1999)
- Bob Rockwell, sassofono (1983 – )
- Bobby Ricketts, sassofono (1981 – )
- Doug Raney, chitarra (1977 – 2016)

## Venues
- (DA) Jazzhus Montmartre | Live Jazz Music | Copenhagen, Denmark, su Montmartre. URL consultato il 25 febbraio 2024.
- (EN) Copenhagen JazzHouse, su web.archive.org, 11 ottobre 2014. URL consultato il 25 febbraio 2024 (archiviato dall'url originale l'11 ottobre 2014).
- (DA) Paradise Jazz, su paradisejazz. URL consultato il 25 febbraio 2024.
- (DA) lft, La Fontaine, su La Fontaine - København. URL consultato il 25 febbraio 2024.
- (DA) VoxHall - Live Music Venue, su voxhall.dk, 1º marzo 2024. URL consultato il 25 febbraio 2024.